# Fernanda Pavisic
María Fernanda Pavisic Rojas (Cochabamba, 12 de maig de 1999) és una model i reina de bellesa boliviana, guanyadora del concurs Miss Bolívia 2022. Pavisic representarà Bolívia a la competició Miss Univers 2022.
El 16 de juliol de 2022, Pavisic va representar Cochabamba a Miss Bolívia 2022 i va competir contra 23 candidates més a Santa Cruz de la Sierra. Va obtenir el més alt dels tres títols en joc, que és Miss Bolívia Univers 2022 i la va succeir Nahemi Uequin. Pavisic representarà Bolívia a Miss Univers 2022.
Com Miss Bolívia, Pavisic havia de representar Bolívia en la competència Miss Univers 2022 però va ser destituïda l'1 de desembre de 2022. El govern de Potosí va iniciar un procés penal contra la Miss Bolívia, i l'1 de desembre de 2022 va ser destituïda del seu lloc de Miss Univers Bolívia 2022.